# Stora Laxsjön
Stora Laxsjön är en sjö i Skinnskattebergs kommun i Västmanland och ingår i Norrströms huvudavrinningsområde. Sjön är 8,8 meter djup, har en yta på 0,031 kvadratkilometer och befinner sig 220 meter över havet. Vid provfiske har elritsa och öring fångats i sjön.